# Frederik 5.
 Der er flere personer med dette navn, se Frederik 5. (flertydig).
Frederik V (31. marts 1723 – 14. januar 1766) var konge af tvillingrigerne Danmark og Norge fra 1746 til 1766. Han tilhørte den oldenborgske slægt og havde som valgsprog: "Ved forsigtighed og bestandighed" (latin: Prudentia et Constantia).

## Biografi

### Tidlige liv

#### Fødsel og familie
Prins Frederik blev født mellem klokken 10 og 11 om aftenen den 31. marts 1723 som det ældste barn af Kronprins Christian (den senere Kong Christian 6.) og Sophie Magdalene af Brandenburg-Kulmbach. Han var den sidste danske prins, der blev født på det gamle Københavns Slot, der stammede fra 1300-tallet og var blevet udvidet og ombygget så mange gange, at murene begyndte at skride og slå revner. Det blev revet ned i 1731 for at give plads for en ny tidssvarende residens, det første Christiansborg Slot, hvorfra Frederik til sin tid kom til at regere som konge. Han blev døbt dagen efter fødslen i Kronprinsessens Sovegemak af den kongelige konfessionarius Christen Lemvig. Den nyfødte prins blev opkaldt efter sin farfar Kong Frederik 4., der som gudfar bar prinsen under dåben.
Som kronprinsens eneste søn var han fra fødslen forudbestemt til at regere. En yngre søster døde som spæd kort efter fødslen i 1724, og hans eneste overlevende søster, Prinsesse Louise, blev født tre år efter hans fødsel, i 1726. Syv år efter hans fødsel, den 12. oktober 1730 døde hans farfar Kong Frederik 4., og Frederiks far besteg tronen som Kong Christian 6., mens han selv blev kronprins.

#### Opvækst
Kong Christian 6. og Dronning Sophie Magdalene var dybt hengivne til pietismen, en bevægelse inden for lutheranismen, der lægger vægt på individuel fromhed og en levende, personlig tro. Som en konsekvens heraf fik Kronprins Frederik en strengt religiøs opdragelse. Som 7-årig fik han sin egen hofstat med den tyskfødte adelsmand Georg Wilhelm von Söhlenthal som hofmester. Söhlenthal var en ivrig tilhænger af den herrnhutiske bevægelse, og hans hus var centrum for de pietistiske kredse i hovedstaden. Han delte en inderlig pietistisk fromhed med Kong Christian 6., og en tid var han kongens rådgiver i kirkelige sager. Det lykkedes dog ikke Söhlenthal at påvirke kronprinsens åndelige udvikling, idet han selv var en alt for blid og svag karakter, og i 1738 blev han afskediget fra sin stilling som hofmester.
Kronprins Frederiks uddannelse var temmelig mangelfuld. I 1730 gav kongen ganske vist den betydelige og fint dannede gehejmeråd Iver Rosenkrantz overtilsyn med kronprinsens opdragelse, men denne fik ingen indflydelse på den egentlige undervisning. Rosenkrantz var tilhænger af den traditionelle lutherske ortodoksi, mens Kong Christian 6. mere og mere gled over i pietisternes lejr og mistede tilliden til Rosenkrantz. Kronprinsens undervisning blev derfor fuldstændig gennemført i den tyske pietistiske ånd, der herskede ved hoffet. Resultatet af undervisningen var ynkeligt: lærerne klagede over hans mangel på flid, jagt og andre fornøjelser havde beslaglagt kronprinsens tid. Ud over de nødvendigste kundskaber i læsning, skrivning, tysk, fransk, latin og historie har hans viden næppe strakt sig. Dansk var ikke undervisningsfag, og med undtagelse af en franskmand, der var lærer i fransk, var alle kronprinsens lærere tyske. Ligesom sine forfædre ved det dengang primært tysksprogede hof i København, beherskede han det danske sprog dårligt og talte hele livet bedre tysk end dansk. Dette forhindrede ham dog ikke i at lære lidt dansk, som han senere benyttede det i private optegnelser, der dog er meget ubehjælpsomt affattede. Hans mor omtalte ham som "Der Dänische Prinz", fordi han ind imellem talte dansk. Bortset fra en vis interesse for møntsamling havde han kun beskedne kulturelle eller intellektuelle interesser.

#### Natur
Kronprins Frederik viste sig allerede fra barn at være af en helt anden natur end sine strenge og noget dystre forældre. Han var mild og venlig af væsen og udmærkede sig ved munterhed, elskværdighed og tilgængelighed. I modsætning til sine indesluttede forældre, der sjældent viste sig udenfor deres slotte, optrådte han gerne offentligt og omgikkes velvilligt personer fra alle lag af befolkningen. På trods af at kronprinsen voksede op i et strengt pietistisk hjem, blev han ikke selv grebet af pietismen. Selv om religiøse følelser bestemt ikke var fremmede for ham, blev han en livsnyder, som elskede fornøjelser, jagt, vin og kvinder.
Hans hedonisme udviklede sig dog med tiden til udsvævelser, og han tillagde sig en libertinsk livsstil præget af seksuelle udskejelser og alkoholisme. Sammen med sine svirebrødre turede han rundt på byens værtshuse og bordeller, i et omfang så faderen på et tidspunkt overvejede at umyndiggøre ham. Kongens rådgivere talte ham dog fra det, da det rent juridisk ville være et brud på Kongeloven, Danmark-Norges enevældige forfatning fra 1665. Samtidig ville det selvfølgelig udgøre et problem for kongehuset at indrømme, at den fremtidige konge var ude af stand til at regere.
Af afgørende betydning for kronprinsens og hans rigers fremtid blev det, at han fik den 19-årige Adam Gottlob Moltke, en 11 år ældre mecklenborgsk adelsmand, som kammerpage i 1730. Moltke havde været page hos Frederiks fader, inden han var blevet konge, og kongeparret stolede på Moltkes evner som opdrager til at lære den nye kronprins at styre sig. Da kronprinsen ægtede den senere dronning Louise i 1743, blev Moltke leder for kronprinsparrets hofstat. Moltke gjorde imidlertid intet for at styre hverken Frederiks seksuelle appetit eller hans alkoholforbrug, men til gengæld blev der grundlagt et livsvarigt tillidsforhold mellem de to mænd, der blev af afgørende betydning efter Frederiks tronbestigelse.
I 1740 blev han konfirmeret og fik fra da af som tronfølger sæde i Gehejmekonseillet, idet hans undervisning fortsattes til det 21. år. Under den svenske tronfølgekrise i 1743, der fulgte efter Dronning Ulrikke Eleonore af Sveriges død i 1741, hvor det stod klart, at der ikke kunne forventes nogen legitim arving til den svenske trone, havde Kronprins Frederik i 1743 store udsigter til at blive valgt til tronfølger i Sverige. Bondestanden valgte ensidigt Kronprins Frederik, og i Dalarna anstiftede almuen endda et oprør, "Den Store Daldans", for at gennemtvinge hans valg. Som følge af Freden i Åbo i 1743, som afsluttede den russisk-svenske krig, blev Adolf Frederik af Slesvig-Holsten-Gottorp imidlertid udpeget til tronfølger i stedet for Kronprins Frederik efter pres fra den russiske kejserinde Elisabeth Petrovna.

#### Første ægteskab med Louise af Storbritannien
I håbet om at lægge en dæmper på kronprinsens udskejelser fremskyndede man planerne om hans giftermål. I løbet af 1743 blev der forhandlet en aftale på plads om et dynastisk ægteskab mellem Kronprins Frederik og den jævnaldrende Prinsesse Louise af Storbritannien, der var den yngste datter af Kong Georg 2. af Storbritannien. Ægteskabet blev foreslået af Storbritannien af politiske årsager. På den tid foregik der en kappestrid sted mellem Frankrig og Storbritannien om at indgå en alliance med Danmark-Norge. Det protestantiske Storbritannien havde fordelen af at kunne indgå en ægteskabsalliance med de ligeledes protestantiske tvillingriger på den anden side af Nordsøen, og der opstod blandt de engelske statsmænd idéen om at arrangere et ægteskab mellem Louise og Kronprins Frederik. Den danske regering var positivt indstillet, mens Frederiks far, Kong Christian 6., i første omgang var lunken overfor idéen. Men da han øjnede chancen for, at ægteskabet ville medføre britisk støtte til mulighederne for at gøre Kronprins Frederik til svensk tronfølger, blev han positivt stemt. Kronprinsen selv erklærede sig også velvillig overfor planerne, efter at han havde set et portræt af Louise og var blevet fortalt om hendes venlighed, så meget desto mere som også han kunne se de politiske fordele ved ægteskabet.
I løbet af 1743 indledte man derfor ægteskabsforhandlingerne, der blev vellykket afsluttet den 14. september efter et par måneders forhandlinger. Parret blev først gift den 10. november 1743 i Hannover i Kurfyrstedømmet Braunschweig-Lüneburg ved en såkaldt prokurationsvielse, hvor brudens broder, hertugen af Cumberland, var stedfortræder for brudgommen. En uge efter brylluppet mødte Frederik for første gang sin brud ved grænsen i Altona i det dengang danske Hertugdømme Holsten. Frederik og Louise rejste derefter sammen videre til København, hvor hendes festlige indtog fandt sted den 11. december under stor jubel fra befolkningens side. Allerede samme dag blev vielsen gentaget, nu med brudgommen selv, i den nyligt færdigbyggede Christiansborg Slotskirke.
Louise blev hurtigt populær både ved hoffet og i befolkningen. Hun var yndefuld og elskværdig, lærte sig og talte gerne dansk og holdt af at færdes med sin mand blandt den brede befolkning, hvor hun optrådte med en naturlig værdighed og lethed. Hendes popularitet bidrog også til Frederiks popularitet. Selvom ægteskabet var arrangeret, var forholdet mellem ægtefællerne tilsyneladende godt, i hvert fald i deres første ægteskabsår. Parret fik fem børn, hvoraf den ældste døde som spæd. Det lykkedes dog kun delvist for Louise at tøjle sin ægtemands løsslupne livsstil, og end ikke i den første tid af ægteskabet formåede han at holde sig borte fra de orgier, han havde vænnet sig til. Frederik 5. havde megen livskraft at give af og nåede at dyrke børneavlen med flid. Med sin yndlingselskerinde, Else Hansen, senere adlet de Hansen og kendt som Madam Hansen, fik han i årene fra 1746 til 1751 også fem børn, 4 døtre og en søn.
Efter brylluppet flyttede det nygifte par ind på Charlottenborg Slot på Kongens Nytorv, hvor de boede, indtil de i 1745 kunne flytte ind i Prinsens Palæ ved Frederiksholms Kanal, der var blevet ombygget til tronfølgerbolig af hofbygmester Nicolai Eigtved i den nye, moderne rokokostil. Deres hjem blev hurtigt rammen om et livligt og selskabeligt hof, der adskilte sig markant fra den tunge og stive etikette, der herskede hos kongeparret på Christiansborg.

#### Måske frimurer
Den norske frimurer-historiker Karl Ludvig Tørrisen Bugge hævder, at Frederik 5. som kronprins blev optaget i den københavnske frimurerloge St. Martin. Dette skete sandsynligvis 3. juni 1744, og med inspiration efter den preussiske konge Frederik den Store som også blev optaget i en frimurerloge i sin ungdom. De havde begge fædre som var indædte modstandere af frimurerne, men i modsætning til den preussiske konge erklærede Frederik 5. aldrig offentlig sin tilknytning til logen.

### Regeringstid

#### Tronbestigelse
Den 6. august 1746 – dagen før sit sølvbryllup – døde Kong Christian 6. 46 år gammel på Hirschholm Slot. Ved faderens død arvede Frederik 23 år gammel den dansk-norske trone og blev rigernes femte enevældige konge. Det nye kongepar flyttede derefter den korte distance fra Prinsens Palæ over Frederiksholms Kanal til Christiansborg Slot. Den 4. september det følgende år afsluttedes ceremoniellet omkring tronskiftet, da den nye konge og dronning blev salvet i Frederiksborg Slotskirke, den traditionelle kroningskirke for Danmark-Norges monarker under enevælden.
Hvad Frederik og Louise havde begyndt i det små på Charlottenborg og i Prinsens Palæ, fortsatte de nu i stor skala på Christiansborg. Tronskiftet medførte et stort skifte i livet ved hoffet, hvor ungdom og liv nu holdt deres indtog, den stive holdning, som havde hersket i hans pietistiske fars tid, blev fjernet og erstattet af en mere udadvendt og livsglad holdning. Lige så afsondrede, som forældrene havde holdt sig fra folket, lige så stærkt syntes Frederik 5. at ville komme det i møde, og der er blevet fortalt om, hvorledes han og dronningen holdt af at være sammen med Københavns borgere og besøge bønderne i deres gårde. At jernkæderne, der i Christian 6.s tid havde afspærret Slotspladsen, fjernedes, var som et tidens tegn. Hoflivet genvandt sin glans, og på slottet holdtes baller og selskaber, til hvilke også borgerlige rangspersoner blev indbudte, blandt andre Ludvig Holberg, der selv i stærke ord skildrer, hvor vel han føler sig ved Frederiks hof.

#### Regering
Da Frederik blev konge havde hans alkoholforbrug udviklet sig således, at han næppe var i stand til at lede en regering alene og var fuldstændigt henvist til at støtte sig til sine rådgivere. Den reelle magt kom derfor til at ligge i hænderne på hans rådgivere, gehejmeråd og overhofmarskal Adam Gottlob Moltke, J.H.E. Bernstorff og H.C. Schimmelmann. Umiddelbart efter, at Frederik 5. kom på tronen, udnævnte han Moltke til sin overhofmarskal. Som konge stolede Frederik 5. på, og var reelt helt afhængig af Moltke, som forstod at udnytte sin stilling på en måde til gavn for både riget, kongen og sig selv, og Moltke blev både hovedrig og protegerede sine egne børn. Frederiks tillid til Moltke og Moltkes loyalitet over for Frederik var det grundlag, som skulle gøre kongens regeringstid til en i alle henseender lykkelig tid for riget. Frederiks på tysk skrevne småbreve til Moltke er bevarede og er ejendommelige ved deres meget naive og inderlige forsikringer om hengivenhed og trofasthed. Nogle af dem er skrevne for at bede Moltke om forladelse, fordi han dagen forud har fornærmet ham, der ville søge at holde sin kongelige ven tilbage fra det udsvævende liv. Han lover, at det aldrig skal ske mere: "Du bist mein Freund und mein Vater" hedder det i et af dem. "Pater peccavi, ich habe gesündieget; ich liebe Dich von Hertzens Grund und verbleibe biss in mein Grab Dein aufrichtig getreuer F. R. . . . dein bin und bleib ich, solange ich mich rühren kann".
Det var således Moltkes fortjeneste, at ingen ministre blev udskiftet efter regeringsskiftet: kongen beholdt sin faders erfarne ministre Johan Ludvig Holstein som leder af Danske Kancelli, Johan Sigismund Schulin som leder af Tyske Kancelli og udenrigstjenesten samt Christian August Berckentin som leder af Kommercekollegiet. Ikke blot lykkedes det Moltke at skabe et frugtbart samarbejde med ministrene, hans loyalitet over for kongen sikrede, at alt gik korrekt for sig: reelt påtog Moltke sig det meste af arbejdet med at læse indberetninger fra danske gesandter ved fremmede hoffer og han opretholdt privat brevveksling med adskillige danske diplomater. Hans virke indebar selvsagt også, at hans egen stilling styrkedes som uundværlig i statsstyrelsen.
At det gik så godt, var ikke kun Moltkes fortjeneste. I realiteten havde Frederiks fader, Kong Christian 6., sørget for at få opbygget et effektivt og professionelt embedsapparat, som kunne klare et meget stort antal opgaver på egen hånd. Magten gik fra kongen til staten. Det forhindrede naturligvis også, at der fandt ting sted, som embedsapparatet måtte finde uheldige. I sidste ende kunne systemet kun fungere, når der var udbredt enighed blandt de ledende embedsfolk.
Regeringsførelsen undgik ikke kritik. Der var påfaldende mange udnævnelser af udlændinge til embedsposter. Der var folk, som mente, at den godsejervenlige politik var uheldig og som havde sin tvivl om de tiltag, som blev gjort til fremme af industri og handel, modvilje mod skatter og kritik af personlige fordele i regeringskredse, men karakteristisk nok rettede kritikken sig ikke mod kongen men mod dennes rådgivere.

#### Økonomisk politik og handel
Grundlaget for riget trivsel var landbruget. Det var lykkedes kongens fader at bringe dette og andre dele af det dansk-norske riges næringsliv frelst igennem en alvorlig økonomisk krise. Da Frederik blev konge, var tiden kommet til at forsøge at bringe udviklingen videre. Moltke anbefalede kongen at lade nedsætte en landvæsenskommission. I 1755 tilkendegav enevælden offentligt, at man ønskede forslag til hvorledes, landbrug og næringsliv kunne fremmes: her skulle deltage "hvem, der vil: høj eller lav, adel eller uadel, gejstlig eller verdslig, lærd eller ustuderet, være meget velkomne; her anses ikke på personer eller stænder, og ikke på lykkens fordele". Opfordringen blev fulgt, og resultatet blev otte tykke bind med afhandlinger, der som Danmarks og Norges økonomiske Magasin udkom fra 1757 til 1764, samt de første forsøg på at opdyrke alheden. Ønskerne om landboreformer blev dog ikke gennemførte, og bønderne mærkede ikke meget til den økonomiske fremgang.
Frederik 5.s regeringsperiode var præget af fremgang for handelen og den spirende industri med krudtværket og kanonstøberiet i Frederiksværk, der blev opført af Johan Frederik Classen, og var den første store danske industrivirksomhed. Ved samme lejlighed i 1756 fik byen ved kongelig resolution sit navn efter værket og kongen. Frederiks·værk – eller på datidens dansk: Friderichsværck.
Af betydning for skibsfarten og handelen var det, at der blev indgået freds-, handels- og søfartstraktater med Algier i 1746, med Tunis og Tripolis i 1751 og 1752 samt med sultanen i Konstantinopel i 1756. Et andet skridt var afviklingen af Vestindisk-guineisk Kompagni, der havde haft eneret til at aftage sukker fra Sankt Croix. Dette skete ved, at de private aktionærer blev købt ud i 1754, selskabets rettigheder og aktiver blev overtaget, hvor efter skibsfarten på øerne og produktion af sukker blev givet fri for alle statens undersåtter.
Fremhæves må tillige, at det lykkedes at holde Danmark uden for krigen mellem England og Frankrig 1756-1763. I forbindelse dermed lod rigets neutrale stilling sig ligeledes udnytte i søfarten.

#### Kunst og videnskab
Kunst og videnskab fik gode betingelser under Frederik 5. Forbuddet mod offentlig underholdning blev ophævet, og offentlige teaterforestillinger, der havde været forbudt under hans far, blev igen tilladt, og i 1748 åbnede "Den nye Skueplads" i Nicolai Eigtveds komediehus på Kongens Nytorv. Her havde kongen hentet ekspertise udefra, fx danselæreren Pierre Laurent fra Frankrig, som senere, i 1771, oprettede Den Kongelige Danske Balletskole.
I 1749 fik kongen på det i 1747 oprettede Det adelige Akademi i Sorø "demonstreret en del fysiske eksperimenter". Dette var et udtryk for tidens voksende interesse for naturvidenskaberne.
Det Kongelige Danske Kunstakademi blev grundlagt i København på Frederik 5.s 31-års fødselsdag i 1754.
I 1761 lod Frederik 5. sende en videnskabelig ekspedition til Orienten. I denne ekspedition deltog Carsten Niebuhr, der som den eneste overlevede ekspeditionen og bragte dens værdifulde resultater hjem. Det skete i 1767, året efter kongens død.
Det var også i hans regeringstid, at Fonden ad usus publicos blev oprettet i 1765.
En række tyske og franske videnskabsmænd blev indkaldt, blandt andre Friedrich Gottlieb Klopstock, og understøttet med offentlige midler i deres arbejde. En anden af de indkaldte var den tyske botaniker Georg Christian Oeder i 1752, og under denne anlagdes en ny botanisk have på en grund, som Frederik 5. skænkede ved Amaliegade. Anlæggelsen tog dog lang tid på grund af uddigning, planering og opdyrkning - hvortil kom opførelsen af et drivhus, forelæsningssal og andre lokaler. Kun en del af det udlagte areal blev taget i anvendelse, og en mindre del blev åbnet for almenheden i 1763.

#### Enevældens København
Under Frederik 5. nød København fortsat enevældens gunst. Det var her, at embedsvæsen og næringsliv blomstrede frem for noget. I 1749 begyndte anlæggelsen af bydelen Frederiksstaden med Amalienborg som knudepunkt. Et markant træk i bydelen var de fire Amalienborg-palæer, Moltkes, Leventzows, Brockdorffs og Schacks palæer, opførte omkring Amalienborg Plads. I tilknytning til disse lå Berckentins, Bernstorffs og Dehns rokokopalæer De fire centrale palæer stod færdige i 1760, mens Salys rytterstatue af Frederik 5. først kom til i 1771. Kongen skulle ikke selv bo i Frederiksstaden, men han forærede velbeliggende byggegrunde til betydningsfulde borgere mod, at de opførte palæer på grundene.
Også andre institutioner blev lagt i hovedstaden og medvirkede til fremme af sysselsætning og økonomisk virksomhed: i samme periode oprettedes Det Kgl. Opfostringshus og Frederiks Hospital. Et højdepunkt under kongens regeringstid var den højtidelige indvielse af Laurids de Thurahs spir på Vor Frelsers Kirke på Christianshavn i 1752.
Den 29. juni 1753 tillod Frederik 5. det da nyoprettede kgl. Opfostringshus eneret for 20 år til at indrette Det Kongelige Kjøbenhavnske Klasselotteri (et lotteri der stadig eksisterer den dag i dag som Klasselotteriet) mod en årlig afgift til fattigvæsenet.

#### Norge
I 1749 besøgte Frederik 5. tvillingeriget Norge. I 1750 godkendte han planer for Seminarium Fredericianum i Bergen, som et mere sekulært undervisningstilbud til eleverne ved Latinskolen. Foruden undervisning i klassisk sprog og bibellære skulle eleverne ved Seminarium Fredericianum også lære matematik, fysik, litteraturhistorie, moralfilosofi, tysk og fransk. Formålet med skolen var at professionalisere byens handelsstand.
Som aktiv frimurer oprettede han den 24. juni 1749 den første frimurerloge i Norge.

#### Andet ægteskab med Juliane Marie af Braunschweig
Allerede i 1751 var dronning Louise til folkets store sorg død, blot 27 år gammel, efter at være blevet alvorligt syg af en underlivssygdom med indeklemt navlebrok under sin sjette graviditet. Regeringen mente, at det var bedst, at kongen giftede sig igen så hurtigt som muligt, i et forsøg på at stabilisere hans adfærd. Kongen var dog i første omgang uvillig til at gifte sig igen, med mindre det var med en engelsk prinsesse, men der var ingen i en passende alder. En tid tænkte kongen på at ægte Moltkes ganske unge datter, komtesse Catharine Sophie Wilhelmine, men dette forhindrede Moltke selv ved straks at arrangere et ægteskab for sin datter med lensgreve Hannibal Wedell til Wedellsborg.
Moltke henledte da hans opmærksomhed på Juliane Marie af Braunschweig-Wolfenbüttel, datter af Hertug Ferdinand Albert 2. af Braunschweig-Wolfenbüttel og svigerinde til Kong Frederik den Store af Preussen. Hendes portræt, der blev skaffet til veje, fandt hans bifald, og baron F.L. Dehn, medlem af gehejmekonseillet, blev sendt til Braunschweig, hvor han nøje kendte personligheder og forhold, for at skaffe nærmere oplysninger om hende. Da de var heldige, kom ægteskabet snart i stand.
Et halvt år efter dronning Louises død giftede Frederik sig dermed for anden gang den 8. juli 1752 i Frederiksborg Slotskirke med Juliane Marie, der blev kronet samme dag. Ægteskabet var næppe lykkeligt, skønt den nye dronning kun var 22 år ved dets indgåelse. Juliane Marie formåede endnu mindre end Louise at tøjle hans livsstil, evindelige drikkeri og tilbagevendende orgier med de kvinder, der sammen med hans svirebrødre var blevet hans uundværlige selskab. Parret fik kun en søn, Arveprins Frederik. Juliane Marie døde på Fredensborg Slot 10. oktober 1796, 30 år efter sin mand.

### Død
Med årene kom kongens livsførelse til at gå ud over hans helbred, særligt da han fra naturens hånd i forvejen ikke var for robust. Kongen blev mere og mere melankolsk og forsømte sig selv og statsanliggenderne. I de sidste år tog hans drikfældighed til, han var sjældent ædru, og han brækkede to gange benet i sin beruselse med efterfølgende lange sygelejer. Til sidst var han fuldstændig nedbrudt som følge af druk og udsvævelser. Han døde som følge af ødemer den 14 januar 1766 på Christiansborg Slot efter knap 20 års regeringstid, kun 42 år gammel. Ved sin død blev han efterfulgt som konge af sin ældste søn, den blot 16-årige Christian 7.

På trods af kongens livsførelse og de høje skatter, der måtte udskrives i hans sidste regeringsår, mistede han dog ikke sin popularitet. Hans død blev oprigtig begrædt af folket, der til det sidste havde båret over med deres konges store svagheder. Johannes Ewald gav udtryk for stemingen, da han skrev kantaten: "Hold Taare op at trille" i anledning af Frederiks ligfærd, der blandt andet indeholdt linjerne:
 O Ynk! Saa bær da Norden 
 Din største Skat til Jorden.

Efter et castrum doloris i Christiansborg Slotskirke blev han gravsat i Roskilde Domkirke. I 1769 fuldendte billedhuggeren Johannes Wiedewelt sit hovedværk, Frederik 5.’s kolossale monument i Roskilde Domkirke, en 6 alen lang og 3 alen høj sarkofag, der hviler på et fodstykke og prydes af talrige skulpturer; bag den bærer en søjle, som krones af en urne, en medaljon med kongens portræt, for enderne af sarkofagen sidder 4 1/2 alen høje, kronede kvindeskikkelser, der symboliserer Danmark og Norge, i dyb sorg.

## Eftermæle

### Monumenter og mindesmærker
I 1771 blev den franskfødte billedhugger Jacques-François-Joseph Salys rytterstatue af Frederik 5. efter 14 års arbejde opstillet på Amalienborg Slotsplads.

### Steder opkaldt efter Frederik 5.
En mængde steder har fået navn efter Frederik 5.:
- Gaden Frederiksgade i København
- Kirken Frederiks Kirke i København, til daglig kendt som Marmorkirken
- Bydelen Frederiksstaden i København
- Byen Frederiksted på Sankt Croix i øgruppen U.S. Virgin Islands (de forhenværende Dansk-Vestindiske Øer)
- Flådebasen Fredriksvern i Vestfold i Norge
- Byen Frederiksværk i Nordsjælland
- Palæet Prinsens Palæ i København
- Byen Serampore i Bengalen i Indien var kendt under navnet Frederiksnagore fra 1755 til 1845, hvor den var en dansk koloni
- Byen Paamiut i Vestgrønland var tidligere kendt under det danske navn Frederikshåb

## Titler, prædikater og æresbevisninger

### Fuld officiel titel
- 1746–1766: Af Guds Nåde Konge til Danmark og Norge, de Venders og Gothers, Hertug udi Slesvig, Holsten, Stormarn og Ditmarsken, Greve udi Oldenborg og Delmenhorst.[46]

## Genealogi

### Børn
| Navn                                           | Født                         | Død                          | Bemærkninger |
| Med Louise af Storbritannien                   | Med Louise af Storbritannien | Med Louise af Storbritannien | Med Louise af Storbritannien |
| ---------------------------------------------- | ---------------------------- | ---------------------------- | --- |
| Christian                                      | 7. juli 1745                 | 3. juni 1747                 | kronprins af Danmark |
| Sophie Magdalene                               | 3. juli 1746                 | 21. august 1813              | Dansk tronfølger 1747-1749 grundet manglende mandlige arvinger i mandslinjen efter Kong Frederik 3.. Gift i 1766 med kong Gustav 3. af Sverige |
| Vilhelmine Caroline                            | 10. juli 1747                | 14. januar 1820              | Gift i 1764 med greve af Hanau, fra 1785 regerende landgreve, fra 1803 kurfyrste Vilhelm af Hessen-Kassel                                      |
| Christian                                      | 29. januar 1749              | 13. marts 1808               | Konge af Danmark og Norge 1766–1808 Gift i 1766 med Caroline Mathilde af Storbritannien                                                        |
| Louise                                         | 30. januar 1750              | 12. februar 1831             | Gift i 1766 med landgreve Carl af Hessen-Kassel                                                                                                |
| Med Juliane Marie af Braunschweig-Wolfenbüttel |                              |                              | |
| Frederik                                       | 11. oktober 1753             | 7. december 1805             | arveprins af Danmark, far til Christian 8. |

Udenfor ægteskab:
- Frederikke Margaretha (1747-26. marts 1802), gift Destinon.
- Frederikke Katherina, gift Lützau.
- Anna Maria, fru Fehmann, senere fru van Meulengacht.
- Sophia Charlotte, gift d`Origny.
- Ulrik Frederik

### Anetavle
|  |                                                          |  |  |  |  |  |  |  |  |  |  |  |  |  |  |  |
|  | Christian 5. af Danmark og Norge                         |  |  |  |  |  |  |  |  |  |  |  |  |  |  |  |
|  |                                                          |  |  |  |  |  |  |  |  |  |  |  |  |  |  |  |
|  |                                                          |  |  |  |  |  |  |  |  |  |  |  |  |  |  |  |
|  | Frederik 4. af Danmark og Norge                          |  |  |  |  |  |  |  |  |  |  |  |  |  |  |  |
|  |                                                          |  |  |  |  |  |  |  |  |  |  |  |  |  |  |  |
|  |                                                          |  |  |  |  |  |  |  |  |  |  |  |  |  |  |  |
|  | Charlotte Amalie af Hessen-Kassel                        |  |  |  |  |  |  |  |  |  |  |  |  |  |  |  |
|  |                                                          |  |  |  |  |  |  |  |  |  |  |  |  |  |  |  |
|  |                                                          |  |  |  |  |  |  |  |  |  |  |  |  |  |  |  |
|  | Christian 6. af Danmark og Norge                         |  |  |  |  |  |  |  |  |  |  |  |  |  |  |  |
|  |                                                          |  |  |  |  |  |  |  |  |  |  |  |  |  |  |  |
|  |                                                          |  |  |  |  |  |  |  |  |  |  |  |  |  |  |  |
|  | Gustav Adolf af Mecklenburg-Güstrow                      |  |  |  |  |  |  |  |  |  |  |  |  |  |  |  |
|  |                                                          |  |  |  |  |  |  |  |  |  |  |  |  |  |  |  |
|  |                                                          |  |  |  |  |  |  |  |  |  |  |  |  |  |  |  |
|  | Louise af Mecklenburg-Güstrow                            |  |  |  |  |  |  |  |  |  |  |  |  |  |  |  |
|  |                                                          |  |  |  |  |  |  |  |  |  |  |  |  |  |  |  |
|  |                                                          |  |  |  |  |  |  |  |  |  |  |  |  |  |  |  |
|  | Magdalene Sibylle af Slesvig-Holsten-Gottorp             |  |  |  |  |  |  |  |  |  |  |  |  |  |  |  |
|  |                                                          |  |  |  |  |  |  |  |  |  |  |  |  |  |  |  |
|  |                                                          |  |  |  |  |  |  |  |  |  |  |  |  |  |  |  |
|  | Frederik 5. af Danmark og Norge                          |  |  |  |  |  |  |  |  |  |  |  |  |  |  |  |
|  |                                                          |  |  |  |  |  |  |  |  |  |  |  |  |  |  |  |
|  |                                                          |  |  |  |  |  |  |  |  |  |  |  |  |  |  |  |
|  | Georg Albrecht af Brandenburg-Kulmbach                   |  |  |  |  |  |  |  |  |  |  |  |  |  |  |  |
|  |                                                          |  |  |  |  |  |  |  |  |  |  |  |  |  |  |  |
|  |                                                          |  |  |  |  |  |  |  |  |  |  |  |  |  |  |  |
|  | Christian Henrik af Brandenburg-Kulmbach                 |  |  |  |  |  |  |  |  |  |  |  |  |  |  |  |
|  |                                                          |  |  |  |  |  |  |  |  |  |  |  |  |  |  |  |
|  |                                                          |  |  |  |  |  |  |  |  |  |  |  |  |  |  |  |
|  | Marie Elisabeth af Slesvig-Holsten-Sønderborg-Glücksborg |  |  |  |  |  |  |  |  |  |  |  |  |  |  |  |
|  |                                                          |  |  |  |  |  |  |  |  |  |  |  |  |  |  |  |
|  |                                                          |  |  |  |  |  |  |  |  |  |  |  |  |  |  |  |
|  | Sophie Magdalene af Brandenburg-Kulmbach                 |  |  |  |  |  |  |  |  |  |  |  |  |  |  |  |
|  |                                                          |  |  |  |  |  |  |  |  |  |  |  |  |  |  |  |
|  |                                                          |  |  |  |  |  |  |  |  |  |  |  |  |  |  |  |
|  | Albrecht Frederik af Wolfstein                           |  |  |  |  |  |  |  |  |  |  |  |  |  |  |  |
|  |                                                          |  |  |  |  |  |  |  |  |  |  |  |  |  |  |  |
|  |                                                          |  |  |  |  |  |  |  |  |  |  |  |  |  |  |  |
|  | Sophie Christiane af Wolfstein                           |  |  |  |  |  |  |  |  |  |  |  |  |  |  |  |
|  |                                                          |  |  |  |  |  |  |  |  |  |  |  |  |  |  |  |
|  |                                                          |  |  |  |  |  |  |  |  |  |  |  |  |  |  |  |
|  | Sophie Louise af Castell-Remlingen                       |  |  |  |  |  |  |  |  |  |  |  |  |  |  |  |
|  |                                                          |  |  |  |  |  |  |  |  |  |  |  |  |  |  |  |
|  |                                                          |  |  |  |  |  |  |  |  |  |  |  |  |  |  |  |

## Galleri
- Frederik 5. som barn
Oliemaleri: Ukendt kunstner, Statens Museum for Kunst (1700-tallet)
- Frederik 5. som kronprins
Oliemaleri: Andreas Møller (ca. 1740)
- Frederik 5.
Oliemaleri: Carl Gustaf Pilo, Det Nationalhistoriske Museum på Frederiksborg Slot (1700-tallet)
- Frederik 5.
Oliemaleri: Carl Gustaf Pilo, Altonaer Museum (1746–1751)
- Frederik 5. i salvingsdragt
Oliemaleri: Carl Gustaf Pilo, Statens Museum for Kunst (ca. 1750)
- Frederik 5.
Oliemaleri: Carl Gustaf Pilo, Nationalmuseum, Stockholm
- Frederik 5.
Oliemaleri: Carl Gustaf Pilo, Det Nationalhistoriske Museum på Frederiksborg Slot (1751)
- Frederik 5.
Oliemaleri: Carl Gustaf Pilo, Royal Collection (1754)
- Frederik 5.
Oliemaleri: Vigilius Eriksen (1750–1782)

## Primærkilder
- Biehl, Charlotte Dorothea (1909). Interiører fra Kong Frederik den Femtes Hof, Charlotte Dorothea Biehls Breve og Selvbiografi. Udgivet af Louis Bobé. København.